# Eastbourne Borough FC
Eastbourne Borough Football Club är en engelsk fotbollsklubb från Eastbourne, East Sussex i England. Den bildades 1964 som Langney FC och hemmamatcherna spelas på Langney Sports Club i Eastbourne Smeknamnet är The Sport eller The Bo.

## Historia
När klubben bildades 1964 gick man med i Eastbourne & District Football League och spelade i ligans Division 2. 1968 bytte man namn till Langney Sports FC då klubben ville knyta an till området i staden där man spelade sina matcher. Vid den här tiden spelade man på en plan i ett lokalt fritidsområde före flytten till Princes Park nära havet. 1974-1975 hade man tagit sig upp till Eastbourne & Hastings Leagues Premier Division. De följande åren gjorde sig Langney Sports känd som den mest framåtsträvande klubben i Eastbourne området.
1983 valdes klubben in som medlem och grundare i the Sussex County Football League Division 3, på samma gång flyttade man till sin nuvarande hemmaplan vid Priory Lane
1986-87 vann man Division 3 och fullbordade en trippel genom att även vinna Division 3 League Cup & Eastbourne Challenge Cup. Nästa år lyckades man än en gång avancera uppåt en division, den här gången till division 1. År 1992 tog man sig till finalen i Sussex Senior Cup, där förlorade man med 1-0 mot reservlaget till Sussex's enda professionella klubb, Brighton and Hove Albion. Förutom 1994-95 och 1995-96 så slutade man aldrig sämre än fyra i division 1 och 2000 vann man Sussex County League och flyttades upp i Southern Football Leagues Eastern Division.
Efter en säsong i Southern Football League återtog man sitt gamla namn Eastbourne Borough. 2003-2004 slutade man på en andra plats och flyttades upp i Premier Division. Året därpå slutade man på en 11:e plats men flyttades ändå upp i nybildade Conference South inför säsongen 2004-2005. Det var nära att man flyttades upp redan den första säsongen då man vann Conference Souths playoff. Man förlorade emellertid med 2-1 mot Altrincham (som vunnit Conference Norths playoff) i playoff finalen på Stoke Citys Britannia Stadium, och spelade kvar i Conference South.
Säsongen 2005-2006 nådde klubben den första omgången av FA Cupen för första gången i klubbens historia. Där mötte de Fotball League Two klubben Oxford United. Man lyckades spela 1-1 på hemmaplan tack vare en straff i 90:e minuten. Den här matchen gjorde att man nådde tre milstolpar;
1. För första gången mötte man ett lag med heltidsproffs.
2. För första gången visades en av klubbens matcher i rikstäckande TV (höjdpunkter visades i BBC:s Match of the Day).
3. För första gången var hemma- och borta supportrarna tvungna att hållas åtskilda på grund av det stora åskådarantalet, 3 770 st.
Eastbourne Borough lyckades emellertid inte upprepa bedriften från första matchen och förlorade omspelsmatchen med 3-0 på Oxford Uniteds hemmaplan Kassam Stadium.
Säsongen 2007-2008 tog man sig upp i Conference National via en 2-0-seger över Hampton & Richmond Borough i Conference Souths playoff final på Broadhall Way i Stevenage.

## Meriter
- Sussex County Football League Division 1: 2000
- Sussex County Football League Division 2: 1988
- Sussex County Football League Division 3: 1987
- Sussex Senior Challenge Cup: 2002